# 不來梅 (伊利諾伊州蘭道夫縣)
不萊梅（英語：Bremen）是位於美國伊利諾伊州蘭道夫縣的一個非建制地區。該地的面積和人口皆未知。

## 地理
不萊梅的座標為37°58′16″N 89°44′50″W / 37.97111°N 89.74722°W，而該地的平均海拔高度為171米（即561英尺）。